# Neivamyrmex chamelensis
Neivamyrmex chamelensis är en myrart som beskrevs av Charles James Watkins 1986. Neivamyrmex chamelensis ingår i släktet Neivamyrmex och familjen myror. Inga underarter finns listade i Catalogue of Life.